# Članak 141. Ustava Republike Hrvatske
Tuđmanova tvrđava je pojam kojim se označuje ustavna odredba kojom se postavlja visok prag i tri 'cjedila' za ulazak Republike Hrvatske u ekonomske i političke integracije.

## Restrikcije
Njime se zabranjuje ulazak u balkanske i osobito u neke nove 'jugoslavenske' asocijacije te predstavlja zaštitni mehanizam od manipulacija (zabrana udruživanja u "saveze s drugim državama u kojem bi udruživanje dovelo, ili moglo dovesti do obnavljanja jugoslavenskoga državnog zajedništva, odnosno neke balkanske državne sveze u bilo kojem obliku«). Ta je odredba članak 141. Ustava Republike Hrvatske.
Pojam je uveo hrvatski filozof, diplomat i publicist Benjamin Tolić. Prvi ga je put spomenuo u svojoj knjizi Sanaderova dionica, zbirci tekstova koji su kolumnističkih uradci koji prate aktualna društvenopolitička i kulturnopolitička događanja, objavljenih u Hrvatskom slovu i na portalu Javno.

## Povijest
Prvo je desetljeće hrvatsku je državu držao suverenizam, a sljedećih 8 godina integracionizam.
Radi zaštite osnovnih interesa hrvatskoga naroda, predsjednik Tuđman smislio je takvo rješenje kojim sudbina hrvatske nacije ne će biti u rukama skupine odnarođenih političkih moćnika, nego povjeriti uzde demokratskoj volji nacije. Stoga je 1997. godine u Ustav Republike Hrvatske u poglavlje o međunarodnim odnosima ugradio članak 141.
- Pravo da pokrenu postupak udruživanja Republike Hrvatske u saveze s drugim državama ima najmanje jedna trećina zastupnika u Hrvatskom saboru, Predsjednik Republike i Vlada Republike Hrvatske.
- Zabranjuje se pokretanje postupka udruživanja Republike Hrvatske u saveze s drugim državama u kojem bi udruživanje dovelo, ili moglo dovesti do obnavljanja jugoslavenskoga državnog zajedništva, odnosno neke balkanske državne sveze u bilo kojem obliku.
- O udruživanju Republike Hrvatske prethodno odlučuje Hrvatski sabor dvotrećinskom većinom glasova svih zastupnika.
- Odluka o udruživanju Republike Hrvatske donosi se na referendumu većinom glasova ukupnog broja birača u državi.
- Referendum se mora održati u roku od 30 dana od dana donošenja odluke Hrvatskoga sabora.
- Odredbe ovoga članka o udruživanju odnose se i na uvjete i postupak razdruživanja Republike Hrvatske.

Kad je uveo ovaj članak, bio je izložen podsmjehivanju, a neki hrvatski mediji i novinari izrugivali su se ovom kao strašenje naroda 'babarogama'. Čak i kod suverenistički nastrojenih zastupnika, birača i političkih promatrača, članak je izazivao čuđenje, jer je bio bez precedansa u Europi i sličio je na uredbe iz zakona afričkih država u kojima se zabranjivalo ljudožderstvo kojega 'nije bilo'.
Pragovi odnosno cjedila su bila visoka:
- Da političari ne bi uopće razmatrali prijedlog, zabranjuje se bilo kakvo udruživanje u neke asocijacije koje bi mogle dovesti do obnavljanje neke Jugoslavije.
- Nemoralni prijedlog nije samo prijedlog udruživanja u neke jugoslavoidne asocijacije, pa je kao dodatna mjera predostrožnosti, zabranjeno udruživanje u bilo kakve balkanske sveze (Jugoslavija je sama bila tvorevina kojom su vladale balkanske države, i kao takva puna je bila balkanskih država izuzev Hrvatske i Slovenije) jer se time okolnim putem može obnavljati Jugoslavija (da ne bi netko izvrdavao odredbu udruživanjem s nekom balkanskom državom koja je bila izvan Jugoslavije, pa da može tvrditi da to nije Jugoslavija, jer je u tom savezu i ta i ta država).
- Da bi se uopće razgovaralo o nekom udruživanju, uvjetovao uobičajenom dvotrećinskom većinom glasova svih zastupnika. Hrvatski državni sabor tada tek smije predložiti udruživanje.
- Nakon toga prijedlog mora proći referendum. Da bi referendum prošao, odluku o udruživanju mora dobiti natpolovičnu većinu svih birača. Što znači da čak i uz izlaznost od 70% i uz potporu izašlih od 70% referendum ne bi prošao.

Nakon njegove smrti i HDZ-ova pada s vlasti, na vlast u Hrvatskoj došle su snage koje su u proklamiranim ciljevima imale detuđmanizaciju.
Isti mediji i novinari koji su ismjehivali ovaj njegov članak kao deplasiran, neumjestan, zastarjeo, huškali su i najavljivali udar na ovaj Tuđmanov članak u Ustavu.
Siječnja 2008. godine ondašnji je hrvatski oporbeni političar Zoran Milanović najavio da će kad se bude mijenjao Ustav, poduprijeti Vladu u brisanju članka 141. („Tuđmanovu tvrđavu“.)
5. studenoga 2009. godine hrvatski je političar Zoran Pusić u Sabor predao predstavku da se iz Ustava ukine članak nazvan „Tuđmanova tvrđava“ protiv uključivanja u bilokakve balkanske asocijacije.

## Izigravanja
Ovaj je članak do danas nekoliko puta ignoriran i tim se postupcima potkapalo hrvatsku državnu samostalnost i suverenost.
1) Primjera radi, kad se odlučivalo o ulasku u NATO, nije se pitao narod na referendumu, nego su kojkekakvi ustavnopravni stručnjaci 'obnevidjeli' ovaj članak, pa je o tome po mišljenju tih stručnjaka odlučila natpolovična većina svih zastupnika u Saboru, odnosno umjesto skoro 2,5 milijuna ljudi o tome je odlučio nepuni stotinjak ljudi.
2) HDZ-je 2009. godine u prijedlogu Promjena Ustava Republike Hrvatske napustio ovaj članak. Umjesto zahtijevanja većine svih birača na referendumu, prag su spustili na to da je za prolazak referenduma dovoljna većina birača koji su glasovali u RH uz uvjet da je glasovala većina od ukupnog broja birača.
3) Hrvatske su političke elite 16. lipnja 2010. godine, kroz Hrvatski Sabor progurale izmjene u samom hrvatskom Ustavu po hitnoj proceduri, kao da se mijenja neki nebitni ukaz, a ne sami Ustav. Te su izmjene bile takve da je bio pozitivno destimulirajuće po svaki referendum: što manje birača izađe, veća je vjerojatnost da će proći. Model i izmjene izrežirao je Vladimir Šeks. Hrvatska javnost uopće nije obaviještena o ovome na vrijeme, nego već kad je sve bilo gotovo, i to kroz sporednu vijest, kao nešto nebitno, kao da se to ne tiče same Hrvatske. Te makinacije izvrdavaju ovu Ustavnu odredbu: po njoj je dovoljno da na referendumu glasuje samo 25 % od izašlih birača, pa da referendum prođe. Makinacije su izvedene da bi se moglo izrežirati hrvatski referendum o ulasku u EU tako da referendum prođe. Integracionistički nastrojene hrvatske političke vladajuće elite bile su svjesne činjenice da je vrlo izvjestan scenarij po kojem bi hrvatski birači mogli odbiti ulazak na referendumu za pristupanje u EU (u prilog tome išla je Göbbelsovski dugotrajno propagandno ispiranje mozga reklamama o ulasku, cenzura, etiketiranje i izrugivanje suprotnim mišljenjima, prijetnje neisplatom mirovina umirovljenicima koji su većinsko hrvatsko biračko tkivo, a Eurobarometar je kazivao da samo 24% Hrvata podupire ulazak u EU).
4) Hrvatska je Vlada potpisala sporazum o pristupanju EU, a onda je taj već potpisani sporazum dala na referendum. Loša iskustva i problemi oko Račanovog parafa u komunikaciji s Drnovšekom nije spriječilo vlasti u ovom naumu.
5) Završna deklaracija Zapadnobalkanskoga summita EU.
6) Sporazum o stabilizaciji i pridruživanju Hrvatske EU.
7) Uspostava t.zv. Nove CEFTA-e.
8) Vijeće za suradnju u Jugoistočnoj Europi.

## Vanjske poveznice
- Engleski perivoj  Arhivirana inačica izvorne stranice od 17. lipnja 2016. (Wayback Machine), piše Benjamin Tolić, 23. lipnja 2010.